# Seznam mitannských králů
Seznam mitannských králů zahrnuje všechny doložené vládce Mitanni od nejasných počátků až do zániku říše v polovině 13. století př. n. l.
1. Kirta
2. Šuttarna I.
3. Parrattarna I. (kol. 1470–kol. 1450)
4. Paršatatar (kol. 1450–kol. 1440) – může být identický s Parattarnou
5. Šauštatar (kol. 1440–kol. 1420)
6. Parrattarna II.? – jeho existence je nejistá
7. Artatama I. (kol. 1420–kol. 1400)
8. Šuttarna II. (kol. 1400–kol. 1385)
9. Artašumara (kol. 1385–1365)
10. Tušratta (1365–1335)
11. Artatama II. – spoluvládce/rival Tušratty
12. Šuttarna III. (1335)
13. Šattivaza (1335–kol. 1320)
14. Šattuara I. (kol. 1320–1290)
15. Vasašatta (1300–1280)
16. Šattuara II. (1280–kol. 1250)